# Jost Arens
Jost Arens (* 20. Juni 1997 in Warendorf) ist ein deutscher Skateboarder. Er ist amtierender deutscher Meister.

## Leben
Bereits im Alter von sechs Jahren begann Arens im heimischen Warendorf mit dem Skateboard fahren. Seine ersten Wettbewerbserfahrungen sammelte er beim Warendorfer Skatejam und gewann im Alter von 12 Jahren die Gruppe für die unter 16-jährigen Fahrer. Arens nahm an zahlreichen Wettbewerben teil und konnte davon einige für sich entscheiden. 2011 gewann er den TITUS Local´s only Contest in Münster und qualifizierte sich somit für das Finale im Europapark in Rust. Bei dem Finale der 32 Regionalmeister konnte er sich durchsetzen und wurde zum TITUS Local of the Year und Deutscher Amateurmeister 2011.
Durch diesen Sieg konnte er sich für das Worldcup-Event Telekom Extreme Playgrounds in Berlin qualifizieren, bei dem er unter anderem gegen die deutschen Skateprofis Yannick Schall und Alex Mizurov und im direkten Vergleich gegen den australischen Profi Shane O’Neill gewann. Am Ende reichte es für Arens zum 3. Platz hinter Greg Lutzka (bekannt aus den Videospielen Tony Hawk’s Pro Skater) und Manny Santiago, ebenfalls aus Amerika, der den 2. Platz belegte.
Er ist deutscher Vizemeister 2014. Zudem gewann er im Jahr 2017 vor seinen Konkurrenten Alex Mizurov, Denny Pham, Benedikt Schmidt und Adrian Hirt den COS-Cup und ist somit deutscher Meister 2017. Arens gewann die Deutsche Meisterschaft des deutschen Rollsport- und Inline-Verband e.V., welche am 08.07 und 09.07. in Leipzig stattfanden.
Bei den Titelkämpfen der Skateboarder 2017 im Europa-Park in Rust setzte er sich in der A-Division der Männer durch.
Im Jahr 2018 verteidigte er in Düsseldorf im größten Skatepark Deutschlands den Titel in der Disziplin Street. Im Jahr 2018 erhielt er für herausragende Leistungen eine Sportlerehrung sowohl von der Stadt Warendorf als auch von der Stadt Mönchengladbach. Dort lebte er bis April 2019, ehe er nach Köln umsiedelte.
Am 9. Juli 2023 wurde er in Leipzig erneut Deutscher Meister.
Jost Arens ist Fahrer im Team Titus der Titus GmbH. Er wird von Titus, Adidas Skateboarding, LRG Clothing, PlayStation 4 und Red Bull gesponsert. Er trainiert täglich zwei bis sechs Stunden.

## Ehrungen
- 2018: Sportlerehrung der Stadt Warendorf
- 2018: Sportlerehrung der Stadt Mönchengladbach